# Rhododendron macrophyllum
Тихоокеанський рододендрон, береговий рододендрон, каліфорнійський олеандр (Rhododendron macrophyllum) — вид рослин роду Рододендрон (Rhododendron). 

## Історія
Вперше описаний Арчибальдом Мензисом у 1792 році. 
Тихоокеанський рододендрон відзначено квіткою штату Вашингтон.

## Будова
Вічнозелений кущ від 2 до 9 метрів висоти. Листя 7–23 см довжини та 3–7 см ширини. Рожеві квіти 2.8–4 см в діаметрі.

## Поширення та середовище існування
Росте в США на узбережжі Тихого океану між кордоном з Канадою на півночі до Каліфорнії на півдні. Розповсюджений у горах Берегового хребта та Каскадних горах.